# 外浒城堡
26°36′18.41″N 119°56′49.14″E / 26.6051139°N 119.9469833°E
外浒城堡，位于中国福建省霞浦县沙江镇外浒村，为一个省级文物保护单位，类型为古建筑，为第八批福建省文物保护单位，公布时间为2013年1月28日。
外浒城堡的历史年代为明代，始建于明朝嘉靖三十四年（1555年），是东冲半岛中部用于抗倭而建立的古城堡，2010年被公布为霞浦县文物保护单位，2013年被公布为福建省文物保护单位。